# Con quỷ Maxwell
Con quỷ Maxwell là một thí nghiệm tưởng tượng của nhà vật lý người Scotland, James Clerk Maxwell, thực hiện vào năm 1867, để tìm hiểu về định luật hai của nhiệt động lực học. Theo định luật này, khi hai vật thể có cùng nhiệt độ được cho tiếp xúc với nhau, và được cô lập khỏi môi trường, chúng không thể biến đổi trạng thái để một vật có nhiệt độ cao hơn vật kia. Lý do là với các hệ cô lập thì entropy không bao giờ giảm, trong khi trạng thái hai vật thể có nhiệt độ bằng nhau đã có entropy cực đại. Thí nghiệm tưởng tượng của Maxwell muốn tạo ra một màng ngăn cách hai vật thể, gọi là con quỷ Maxwell, thúc đẩy trao đổi nhiệt một chiều khiến một vật có nhiệt độ cao hơn vật kia.

## Mô tả thí nghiệm

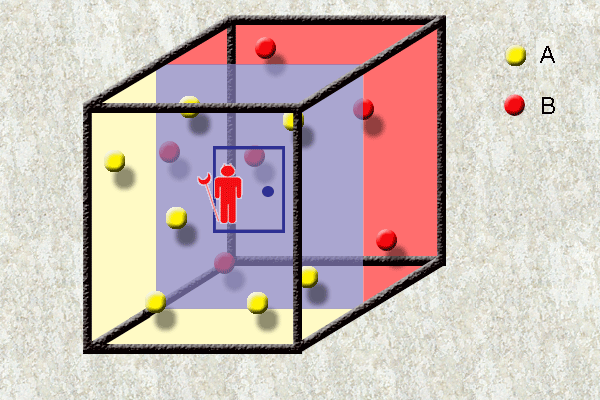
Quỷ Maxwell

Maxwell mô tả thí nghiệm của ông:
... nếu chúng ta tưởng tượng một nhân vật có thể theo dõi đường đi của từng phân tử, trong chiếc hộp có số lượng hữu hạn các phân tử, nhân vật này có thể làm được những thứ mà chúng ta không ngờ. Chúng ta đã biết trong hộp khí có cùng nhiệt độ, các phân tử chuyển động với vận tốc khác nhau, dù cho vận tốc trung bình của số lượng lớn phân tử được chọn ngẫu nhiên là đồng đều. Tường tượng rằng hộp này được chia làm hai ngăn, A và B, có một vách ngăn đục lỗ, được quản lý bởi nhân vật đặc biệt, nhìn rõ từng chuyện động của từng phân tử, và mở hay đóng lỗ, sao cho chỉ có phân tử chuyện động nhanh được đi từ A sang B, và phân tử chuyển động chậm từ B sang A. Nhân vật này, không cần thực hiện công cơ học vào hệ, đã làm nhiệt độ của B tăng và A giảm, mâu thuẫn với định luật hai nhiệt động lực học.
Nhân vật canh giữ lỗ trên vách ngăn giữa A và B sau này được gọi là con quỷ Maxwell.

## Đánh giá
Thí nghiệm của Maxwell đã đặt ra câu hỏi cho các nhà vật lý.
Liệu con quỷ Maxwell có vi phạm định luật hai nhiệt động lực học?
Nhiều nhà vật lý đã thực hiện tính toán và nhận thấy định luật hai nhiệt động lực học không bị vi phạm, nếu tính cả trạng thái của con quỷ Maxwell vào hệ. Con quỷ sẽ cần phải thực hiện công để phân tách các phân tử, nhiều hơn là công mà nó có thể thu lại từ chênh lệch nhiệt độ hai bên hộp.
Ví dụ như năm 1929, Leó Szilárd và Léon Brillouin chỉ ra rằng con quỷ Maxwell cần phải đo được tốc độ của các phân tử, và động tác thu thập thông tin này cần tiêu tốn năng lượng. Ví dụ như nếu con quỷ kiểm tra  vận tốc của các phân tử bằng cách gửi các photon tới các phân tử và nhận về photon phản xạ, nó cần có năng lượng để phát ra các photon. Việc tiêu tốn năng lượng của con quỷ làm tăng entropy của chính nó, ví dụ như entropy của hệ photon do quỷ phóng ra trong lúc đo đạc, và sự tăng này lớn hơn sự giảm entropy trong hộp khí, khiến entropy tổng cộng của cả hệ có tương tác lẫn nhau là tăng.
Năm 1960, Rolf Landauer nhận ra rằng một số phép đo không làm tăng entropy nhiệt động lực học nếu nó là quá trình nhiệt động lực học thuận nghịch. Do mối liên hệ giữa entropy nhiệt động lực học và entropy thông tin, điều này đồng nghĩa với việc các kết quả thông tin trong đo đạc sẽ không bị xoá. Nghĩa là con quỷ Maxwell cần lưu giữ thông tin đo đạc lại.
Tuy vậy, năm 1982, Charles H. Bennett, chỉ ra rằng, dù con quỷ Maxwell có chuẩn bị trước, nó sẽ dần tiêu thụ hết bộ nhớ của nó và để tiếp tục việc đo đạc, nó sẽ phải xoá bớt dần thông tin cũ trong bộ nhớ để ghi thông tin mới. Việc xoá thông tin là quá trình nhiệt động lực học không thuận nghịch và làm tăng entropy .

## Ứng dụng
Các phiên bản của con quỷ Maxwell trong thực tế đã xuất hiện trong tự nhiên cũng như đã được chế tạo, và chúng đều tiêu tốn năng lượng khiến entropy tổng cộng luôn tăng.
Trong tự nhiên, các kênh ion hay các màng tế bào hoạt động có tính lọc lựa một chiều rất giống quỷ Maxwell. Bộ não và hệ thần kinh của động vật hoạt động với các van một chiều này.
Trong vật lý hạt, các bẫy đơn nguyên tử cũng là các con quỷ Maxwell, điều khiển trạng thái lượng tử của từng hạt. Công nghệ nano cũng được phát triển để tạo ra các màng hay van một chiều ở cỡ phân tử, phỏng theo hoạt động sinh hoá của tế bào sống.
Trên tầm vĩ mô hơn, các hệ thống ống cuộn Ranque-Hilsch cũng giúp tách khí nóng khỏi khí lạnh. Nó tách các phân tử dựa trên định luật bảo toàn động lượng, các phân tử chuyển động nhanh bị văng ra thành ngoài ống, còn các phân tử chuyển động chậm nằm ở gần tâm xoáy cuộn hơn. Các phần khí có nhiệt độ khác nhau được cho thoát ra các đầu khác nhau. Dù dụng cụ này cho phép tạo ra chênh lệch nhiệt độ, cần có năng lượng để làm các dòng khí chuyển động.